# Villeneuve (Gironde)
Villeneuve ist eine französische Gemeinde mit 408 Einwohnern (Stand: 1. Januar 2022) im Département Gironde in der Region Nouvelle-Aquitaine. Sie gehört zum Arrondissement Blaye und zum Kanton L’Estuaire.

## Geographie
Villeneuve liegt etwa 27 Kilometer nordnordwestlich von Bordeaux am Ästuar der Gironde. Zum Gemeindegebiet gehört auch ein Teil der Flussinsel Île Verte. Umgeben wird Villeneuve von den Nachbargemeinden Plassac im Norden, Saint-Ciers-de-Canesse im Osten, Gauriac im Süden sowie (auf der anderen Seite des Ästuars) Soussans im Westen.

## Bevölkerungsentwicklung
| Jahr                       | 1962 | 1968 | 1975 | 1982 | 1990 | 1999 | 2006 | 2013 | 2020 |
| Einwohner                  | 365  | 377  | 377  | 372  | 314  | 364  | 373  | 397  | 403  |
| Quellen: Cassini und INSEE |      |      |      |      |      |      |      |      |      |

## Sehenswürdigkeiten

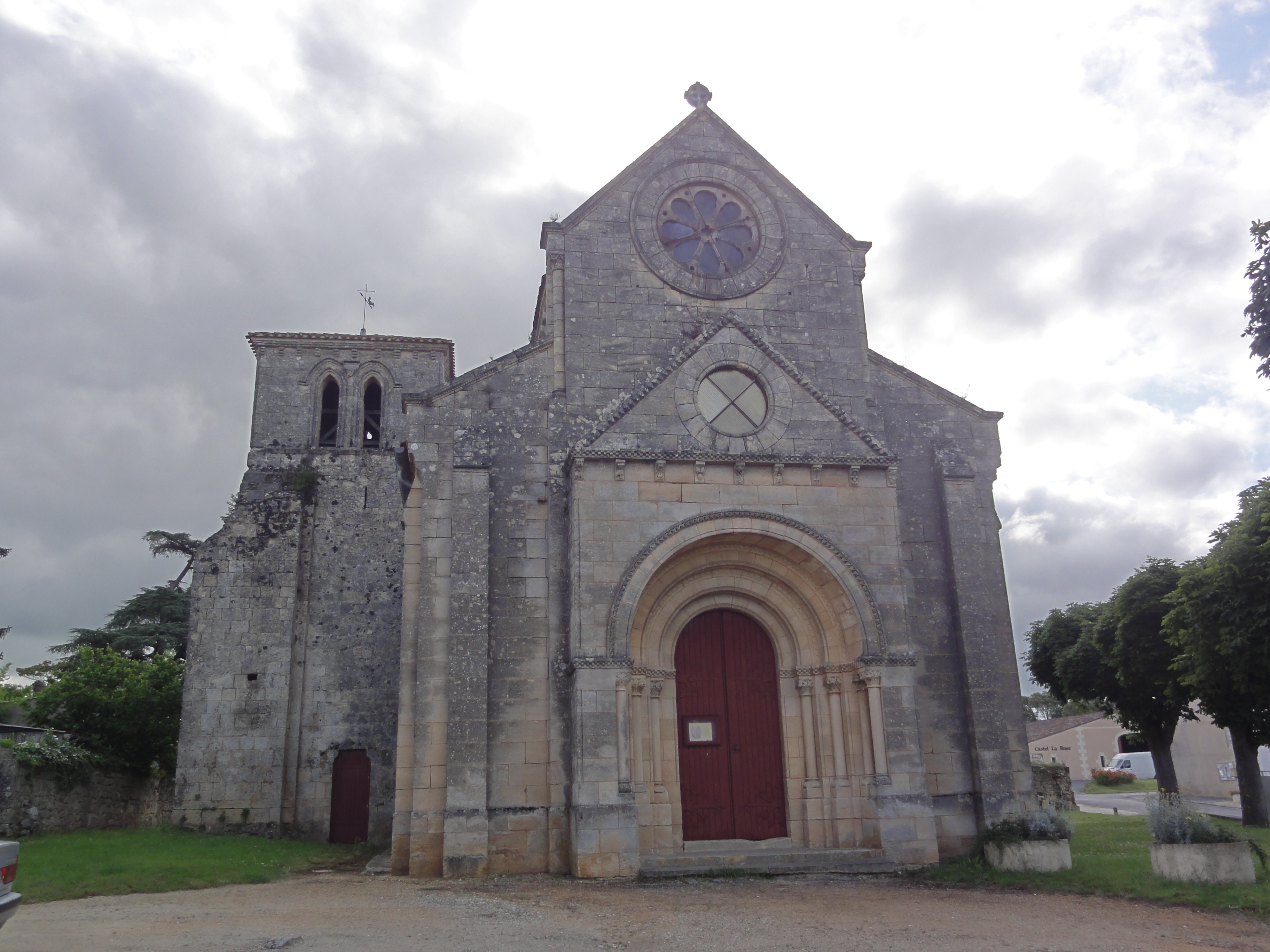
Kirche Saint-Vincent

- Kirche Saint-Vincent